# Curling-Weltmeisterschaft der Herren 1970
Die Curling-Weltmeisterschaft der Herren 1970 (offiziell: Air Canada Silver Broom 1970) war die 12. Austragung (inklusive Scotch Cup) der Welttitelkämpfe im Curling der Herren. Sie fand im Utica Memorial Auditorium in der US-amerikanischen Stadt Utica (Bundesstaat New York) statt.
Die Curling-Weltmeisterschaft der Herren wurde in einem Rundenturnier (Round Robin) zwischen den Mannschaften aus Schottland, Kanada, den Vereinigten Staaten, der Bundesrepublik Deutschland, Schweden, Norwegen, Frankreich und der Schweiz ausgespielt. Die Spiele wurden auf zwölf Ends angesetzt.
Im Finale konnte Schottland den zehnten Titelgewinn Kanadas nicht verhindern. Am Ende siegten die Ahornblätter mit 11:4.

## Teilnehmende Nationen
| BR Deutschland                                                                                               | Frankreich | Kanada                                                                                                  | Norwegen |
| --- | --- | --- | --- |
| EC Oberstdorf, Oberstdorf Skip: Manfred Räderer Third: Ernst Hege Second: Peter Jacoby Lead: Hansjörg Jacoby | Mont d’Arbois CC, Megève Skip: Pierre Boan Third: Jean Albert Sulpice Second: Alain Bozon Lead: Maurice Sulpice      | Granite CC, Winnipeg, MB Skip: Don Duguid Third: Rod Hunter Second: Jim Pettapiece Lead: Bryan Wood     | Stabekk CC, Oslo Fourth: Knut Bjaanaes Third: Geir Søiland Lead: Josef Bjaanaes                                |
| Schottland                                                                                                   | Schweden | Schweiz                                                                                                 | Vereinigte Staaten                                                                                             |
| St. Martins CC, Perth Skip: Bill Muirhead Third: George Haggart Second: Derek Scott Lead: Murray Melville    | Stallmästargården CK, Stockholm Fourth: Claes Källén Third: Christer Källén Second: Sture Lindén Lead: Tom Schaeffer | Lausanne CC, Lausanne Skip: Roland Schenkel Third: Paul Metraux Second: Ernst Pochon Lead: Michel Weill | Grafton CC, Grafton, ND Skip: Art Tallackson Third: Glenn Gilleshammer Second: Ray Holt Lead: Trueman Thompson |

## Tabelle der Round Robin
| Schlüssel | Schlüssel                      |
| --------- | ------------------------------ |
|           | Qualifiziert für die Play-offs |
|           | Tie-Breaker                    |

Die punktgleichen Mannschaften aus Schweden, den Vereinigten Staaten und Norwegen ermittelten im Tie-Breaker den dritten Teilnehmer des Halbfinales.
| Platz | Team               | Spiele | Siege | Ndlg. |
| ----- | ------------------ | ------ | ----- | ----- |
| 1.    | Kanada             | 7      | 7     | 0     |
| 2.    | Schottland         | 7      | 6     | 1     |
| 3.    | Schweden           | 7      | 4     | 3     |
| 3.    | Vereinigte Staaten | 7      | 4     | 3     |
| 3.    | Norwegen           | 7      | 4     | 3     |
| 6.    | Frankreich         | 7      | 1     | 6     |
| 6.    | BR Deutschland     | 7      | 1     | 6     |
| 6.    | Schweiz            | 7      | 1     | 6     |

## Ergebnisse der Round Robin

### Runde 1
| Schottland | BR Deutschland |
| 16         | 6              |

| Schweden | Frankreich |
| 19       | 4          |

| Kanada | Schweiz |
| 16     | 8       |

| Vereinigte Staaten | Norwegen |
| 14                 | 8        |

### Runde 2
| Schweden | Vereinigte Staaten |
| 17       | 3                  |

| Kanada | Schottland |
| 9      | 5          |

| Norwegen | BR Deutschland |
| 14       | 6              |

| Schweiz | Frankreich |
| 11      | 9          |

### Runde 3
| Schottland | Schweiz |
| 10         | 4       |

| Norwegen | Schweden |
| 8        | 4        |

| Vereinigte Staaten | Frankreich |
| 9                  | 8          |

| Kanada | BR Deutschland |
| 20     | 4              |

### Runde 4
| Norwegen | Frankreich |
| 17       | 7          |

| BR Deutschland | Schweiz |
| 8              | 7       |

| Kanada | Schweden |
| 12     | 4        |

| Schottland | Vereinigte Staaten |
| 8          | 7                  |

### Runde 5
| Schweden | BR Deutschland |
| 11       | 6              |

| Schottland | Frankreich |
| 7          | 6          |

| Vereinigte Staaten | Schweiz |
| 15                 | 3       |

| Kanada | Norwegen |
| 14     | 6        |

### Runde 6
| Kanada | Vereinigte Staaten |
| 10     | 8                  |

| Norwegen | Schweiz |
| 10       | 5       |

| Schottland | Schweden |
| 9          | 7        |

| Frankreich | BR Deutschland |
| 14         | 4              |

### Runde 7
| Kanada | Frankreich |
| 16     | 5          |

| Vereinigte Staaten | BR Deutschland |
| 12                 | 11             |

| Schottland | Norwegen |
| 9          | 6        |

| Schweden | Schweiz |
| 11       | 4       |

## Tie-Breaker

### Runde 1
| Vereinigte Staaten | Norwegen |
| 10                 | 7        |

### Runde 2
| Schweden | Vereinigte Staaten |
| 6        | 3                  |

## Play-off

### Turnierbaum
|  | Halbfinale | Halbfinale | Halbfinale |  |  | Finale | Finale     | Finale |
|  |            |            |            |  |  |        |            |        |
|  | 2          | Schottland | 8          |  |  |        |            |        |
|  | 3          | Schweden   | 7          |  |  | 1      | Kanada     | 11     |
|  |            |            |            |  |  | 2      | Schottland | 4      |

### Halbfinale
| Schottland | Schweden |
| 8          | 7        |

### Finale
| Kanada | Schottland |
| 11     | 4          |

## Endstand
| Platz | Land               |
| ----- | ------------------ |
| 1     | Kanada             |
| 2     | Schottland         |
| 3     | Schweden           |
| 4     | Vereinigte Staaten |
| 5     | Norwegen           |
| 6     | Frankreich         |
| 6     | BR Deutschland     |
| 6     | Schweiz            |